# Малая Балахня
Малая Балахня — река в России, протекает по территории Таймырского Долгано-Ненецкого района. Река вытекает из небольшого безымянного озера на востоке Таймыра, к востоку от озёр Пут и Кюкюр, на высоте более 73 м над уровнем моря. Преимущественное северное направление течения реки последовательно меняется на восточное и южное. Впадает слева в Хатангу на расстоянии 66 км от её устья, выше впадения в Хатангу реки Попигай, но ниже впадения реки Новая. Долина Малой Балахни сильно заболочена, на широких пойменных бровках обычно чередуются псаммофитные луга и мохово-кустарничково-разнотравные тундры на высоких древних валах c минеральными болотцами между такими валами. Длина реки составляет 173 км. Площадь водосборного бассейна — 4160 км². В среднем и нижнем течении ширина реки достигает 130-147 м, а глубина — 1,3-2 м. Поселения на реке отсутствуют. Из водной фауны преобладают сиг и хариус.

## Притоки
По порядку от устья к истоку:
- 13 км: река без названия (лв)
- 24 км: река без названия (пр)
- 25 км: Мосун (пр)
- 29 км: Семён-Рассоха (лв)
- 31 км: Джиекян-Сене (пр)
- 49 км: Хагарын-Юрях (лв)
- 55 км: Никан-Юрях (лв)
- 59 км: Джямбуска (лв)
- 60 км: Джёкуен (лв)
- 80 км: Солурдах-Юрягя (пр)
- 86 км: Искелях-Сене (лв)
- 93 км: Михей-Постага-Юрях (пр)
- 97 км: Левая Малая Балахня (лв)
- 101 км: река без названия (пр)
- 118 км: река без названия (пр)
- 122 км: Укчарилах (пр)
- 129 км: Тинкябиль (пр)
- 137 км: река без названия (пр)
- 142 км: Арылах-Сене (лв)
- 153 км: Мунгурдахтар-Юрях (лв)
- 158 км: Янтардах-Сене (пр)

## Данные водного реестра
По данным государственного водного реестра России и геоинформационной системы водохозяйственного районирования территории РФ, подготовленной Федеральным агентством водных ресурсов:
- Бассейновый округ — Енисейский
- Речной бассейн — Хатанга
- Речной подбассейн — Хатанга от слияния Хеты и Котуя до устья
- Водохозяйственный участок — Хатанга от истока до устья без реки Попигай
- Код водного объекта — 17040400112117600030905